# Districtul Ban Na Doem
Ban Na Doem (în thailandeză บ้านนาเดิม) este un district (Amphoe) din provincia Surat Thani, Thailanda, cu o populație de 21.797 de locuitori și o suprafață de 207,3 km².

## Componență
Ban Na Doem is subdivided into 4 subdistricte (tambon), care sunt subdivizate în 30 de sate (muban).
| Nr. | Nume      | În thailandeză | Sate | Locuitori |
| --- | --------- | -------------- | ---- | --------- |
| 1.  | Ban Na    | บ้านนา          | 10   | 9,258     |
| 2.  | Tha Ruea  | ท่าเรือ          | 6    | 3,253     |
| 3.  | Sap Thawi | ทรัพย์ทวี         | 5    | 3,473     |
| 4.  | Na Tai    | นาใต้           | 9    | 5,813     |

|| 
|}